# Hammerbach (Große Mühl)
Der Hammerbach ist ein linker Zubringer zur Großen Mühl bei Ulrichsberg in Oberösterreich.

## Geographie

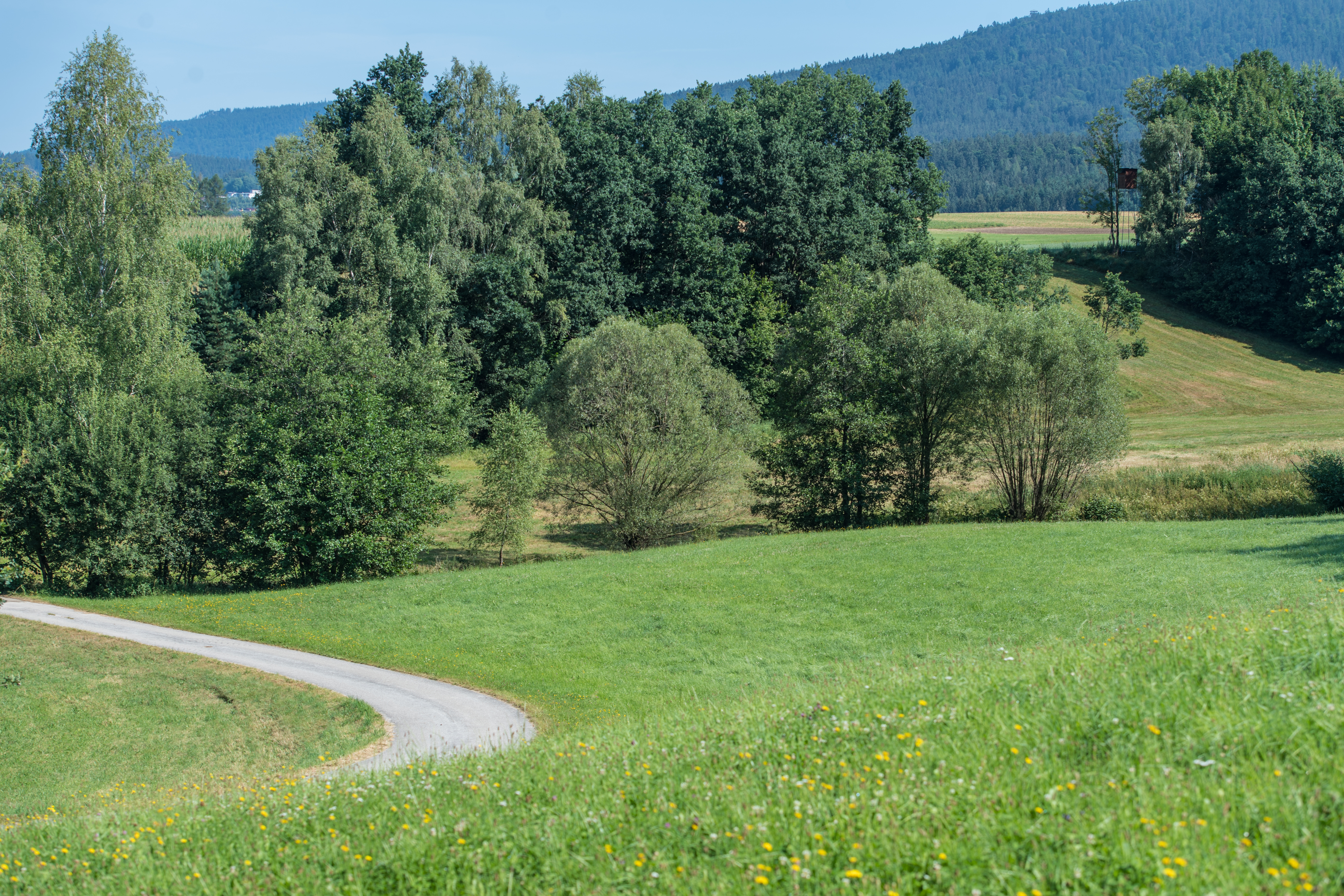
Tal des Hammerbachs

Der Hammerbach entspringt am Schindlauer Berg, einem ausgedehnten Waldgebiet nördlich von Schindlau und fließt von dort nach Südwesten ab, wo er einen von links aus Grünwald bei Aigen kommenden Zufluss aufnimmt, dann westlich an Schindlau vorüberfließt und bei Holzhäuseln linksseitig in die Große Mühl einfließt.
Der Nordwaldkammweg, der hier Teil des Europäischen Fernwanderwegs E6 ist, quert den oberen Abschnitt des Bachs. Gleiches gilt für die Bärnsteinloipe, eine 12 km lange mittelschwere Langlaufloipe.

## Umwelt
Entlang des Hammerbachs entwickelten sich lineare Weichholzauen. Die in Nähe der Quelle gelegene kleine Seilerwiese ist eine magere Rot-Schwingel-Wiese mit Borstgras. Eine weiter bachabwärts gelegene Waldwiese wird von Borstgras und Pfeifengras dominiert. Die ökologisch wertvollen Flächen und Uferrandstreifen längs des Hammerbaches werden von der Österreichischen Naturschutzjugend gepflegt und erhalten.
Der Hammerbach ist Teil der 22.302 Hektar großen Important Bird Area Böhmerwald und Mühltal. Sein oberer Abschnitt und sein Mündungsbereich gehören zum 9.350 Hektar großen Europaschutzgebiet Böhmerwald-Mühltäler.